# Овсенек, Жига
Жига Овсенек (род. 21 января 1998, Крань) — словенский футболист, защитник.

## Клубная карьера
Воспитанник словенского клуба «Триглав». 22 июля 2017 года в матче против клуба «Марибор» дебютировал в чемпионете Словении.
В начале 2021 года перешёл в словенский клуб «Табор».
22 июля 2023 года подписал контракт с клубом «Каспий».

## Достижения
«Триглав»
- Чемпион второй лиги: 2016/17

## Клубная статистика
| Игровая карьера | Игровая карьера | Игровая карьера | Лига | Лига | Кубок | Кубок | Межд. | Межд. | Др. | Др. |
| --------------- | --------------- | --------------- | ---- | ---- | ----- | ----- | ----- | ----- | --- | --- |
| 2020/21         | Рудар (Веленье) | Б               | 7    | 1    | 1     | 0     | —     | —     | —   | —   |
| 2020/21         | Табор           | А               | 6    | 0    | —     | —     | —     | —     | —   | —   |
| 2021/22         | Табор           | А               | 26   | 2    | —     | —     | —     | —     | —   | —   |
| 2022/23         | Табор           | А               | 31   | 1    | 3     | 1     | —     | —     | —   | —   |
| 2023            | Каспий          | А               | 11   | 0    | —     | —     | —     | —     | —   | —   |